# Nicola Spirig
Nicola Spirig (n. 7 februarie 1982, Bülach⁠(d), cantonul Zürich, Elveția) este o sportivă ce a reprezentat Elveția, medaliată olimpică. A participat la 5 ediții ale Jocurilor Olimpice (2004, 2008, 2012, 2016, 2020) în care a câștigat o medalie de aur.